# 고스트하우스 (비디오 게임)
《고스트하우스》(Ghost House, 일본어: ゴーストハウス는 세가 게임스에서 만든 비디오 게임으로 1986년에 만들어진 비디오 게임이다. 유령의 집이라고도 불리며 캄캄한 암흑에 유령이 들끓는 흉가가 주무대이고 총 6개의 스테이지가 있다. 6개의 스테이지를 모두 완료하면 게임의 결말이 뜨게된다.

## 고스트하우스(게임)의 스테이지
고스트하우스(게임)의 스테이지는 총 6개가 있으며 6개의 스테이지를 완수하려면 각스테이지에서 드라큘라귀신 5명을 모두 깨서 보석아이템을 획득해야한다.
1. 고스트하우스의 첫스테이지:가장 먼저 할 수 있는 스테이지며 밤이 주무대인 스테이지이다. 드라큘라는 5명이 있으며 이 스테이지는 드라큘라가 2번이상은 깨어나지 않는다.
2. 고스트하우스의 2번째 스테이지:밤이 되기전의 초저녁을 무대로한 스테이지이며 배경색이 빨간색이다.
3. 고스트하우스의 3번째 스테이지:막 밤으로 넘어가려는 시간을 무대로한 스테이지이며 배경이 회색이다. 여기서부턴 미라라는 새로운 적이 등장한다. 또한 이 스테이지부턴 3번째 드랴큘라가 1번이상은 부활하므로 전등을 아껴야 한다.
4. 고스트하우스의 4번째 스테이지:고스트하우스의 첫스테이지와 똑같이 밤이 주무대인 스테이지다.
5. 고스트하우스의 5번째 스테이지:고스트하우스의 2번째 스테이지처럼 빔이 되기전인 초저녁을 주무대로 하는 스테이지
6. 고스트하우스의 6번째 스테이지:고스트하우스의 3번째 스테이지와 똑같이 막 밤으로 넘어가려는 시간을 무대로 한 스테이지이며 고스트 하우스의 가장 마지막 스테이지로 이 스테이지까지 완료되면 결말을 보게된다.

## 고스트하우스(게임)의 순간이동수단
고스트하우스에는 두개의 순간이동수단이 있다.
- 통로문:고스트하우스의 각스테이지마다 있는 통로문으로 이곳에 플레이어가 들어가면 자유자재로 스테이지의 다른 장소로 이동이 가능하게 된다.
- 승강기:고스트하우스의 플레이어가 각 스테이지에 5명에 드랴큘라를 무찌르고 얻은 보석이 다 차면 나오는것으로 스테이지를 완료했다는 문구와 함께 다음스테이지로 이동한다. 마지막인 6번째 스테이지에서 승강기에 도착하면 결말을 보게된다.

## 고스트하우스(게임)의 플레이어 도표
고스트하우스의 플레이어의 상황을 알려주는 도표는 다음과 같다.
- . 1UP:고스트하우스의 플레이어에 점수를 나타내는 도표이다.

- . PW:고스트하우스의 플레이어에 현재상황과 체력을 나타낸다. 적에게 공격받으면 한층씩 깍이며 다깍이면 죽어서 플레이어수인 RD.1이 하나 떨어진다. 드라큘라를 한명씩 잡을때마다 다시 회복된다.

- . RD.1:고스트하우스의 플레이어에 목숨수로 게임을 플레이할 수 있는 숫자를 나타낸다. 이것이 모두 소진되면 게임오버가 되어 게임이 종료된다. 플레이어의 목숨수는 높은점수를 획득했을 때 한개씩 올라간다.

## 고스트하우스(게임)의 아이템과 도움시설
고스트하우스의 아이템과 도움시설은 다음과 같다.
- . 체력회복아이템:이것을 획득하면 고스트하우스의 플레이어에 체력을 나타내는 PW가 어느 정도는 회복이 된다.

- . 열쇠:플레이어가 적을 한명씩 처치할 때 랜덤으로 얻을수있는 아이템이며 이것을 통해 드라큘라의 관을 열어서 드라큘라와 대전할 수 있다.

- . 화살:촛불을 터치하면 얻을수있는 아이템으로 점프를 통해 화살을 내린뒤 획득하면 플레이어의 점수가 올라간다. 하지만 플레이어가 맞으면 플레이어의 PW가 깎인다.

- . 검:화살과 똑같이 촛불을 터치하면 얻을수있는 아이템으로 상대적을 죽이거나 드라큘라와 대전할 때 유용하다. 일정횟수를 사용하면 없어지며 촛불을 통해 다시 얻을수있다. 화살과 마찬가리로 플레이어가 맞으면 플레이어의 PW가 깎인다.

- . 전등:고스트하우스의 각 스테이지마다 있는걸로 쓸수있는 횟수는 제한되며 이걸 키면 일정시간 동안 게임의 화면이 밝아지며 적은 멈추고 그틈을 타서 플레이어가 적을 물리칠수 있다. 드랴큘라와의 대전때에 쓰는 것이 좋으며 되도록 아끼는게 좋다.

- . 보석:고스트하우스의 각 스테이지별 드라큘라를 1명씩 처치할 때마다 얻으며 각 스테이지별의 5명에 드라큘라를 처치하고 승강기를 타면 점수계산과 문구가 뜨며 다음 스테이지로 이동한다. 최종 스테이지인 6스테이지까지 완료하면 보석은 총 30개가 되는데 이때 승강기를 타면 고스트하우스의 결말이 나오며 게임의 막을 보게된다.

## 고스트하우스(게임)의 적들
고스트하우스의 플레이어가 상대하는 적들을 나열한 목록이다.
- .파란 귀신:혀를 내밀고 있으며 색상이 파란색인 귀신이다. 플레이어에 직접 닫이면 플레이어의 PW가 깎인다.

- 호박 귀신:호박 모양의 귀신으로 색상은 주황인 귀신이다. 플레이어에게 닫이거나 공격을 당하면 PW가 깎이며 입에 불을 뿜고 칼로 죽이면 호박터지듯이 터지는 연출도 된다.

- 박쥐:흡혈 박쥐형태의 적으로 각 플레이어마다 느리게 오는 박쥐와 빠르게 오는 박쥐가 있다. 플레이어에 닫이면 플레이어의 PW가 깎인다.

- 미라:고스트하우스의 스테이지3에서부터 등장하는 적으로 미라 형태의 귀신이다. 플레이어가 공격을 당하거나 닫이면 PW가 깎인다.

- 드라큘라:각 스테이지별마다 5개의 관에 잠들어있으며 드랴큘라형태와 큰 박쥐형태로 바꾸며 플레이어를 공격한다. 각 스테이지의 보스격이라 할 수 있으며 이 드라큘라를 물리칠때마다 보석을 얻으며 공격을 당하면 플레이어의 PW가 깎인다. 또한 이 드라큘라를 물리칠때마다 플레이어의 PW가 회복되며 각 스테이지별에 5명씩 잠들어있는 드랴큘라들을 물리칠때에 스테이지에 승강기가 등장하고 드라큘라를 물리치면 물리친 장소에 하트표시가 난다. 드라큘라를 무찌른뒤 하트를 획득하면 보석아이템을 1개씩 얻는다. 단 고스트 하우스의 3번째 스테이지부턴 3번째 드라큘라가 1번이상은 부활하며 2번을 물리쳐서 하트를 획득해야 종결된다.

## 게임의 총평
지금은 고전게임이지만 명작이며 유령을 주무대로 만든 게임이라 정말 화두가 된 게임이다. 